# Tidawt
Tidawt qui signifie en tamasheq « ensemble » est un groupe de blues touareg créé en 1994 et emmené par le guitariste Hasso Akotey. On retrouve à ses côtés Alhassane Foungounou et Oumara al Moctar dit Bombino.
Grâce au soutien de Nomad Fondation, le groupe participe à de nombreux festivals, notamment aux États-Unis.
En 2006, ils enregistrent avec les Rolling Stones, un titre sur la compilation Stones World,.